# Limia
Limia – rodzaj słodkowodnych ryb z rodziny piękniczkowatych (Poeciliidae).
Początkowo był opisywany jako podrodzaj w rodzaju Poecilia. 

## Występowanie
Występują na Wielkich Antylach. Niektóre z nich są hodowane w akwariach. W języku polskim określane są nazwą limki. 

## Klasyfikacja
Gatunki zaliczane do tego rodzaju:
| - Limia caymanensis - Limia dominicensis – limka dominikańska - Limia fuscomaculata - Limia garnieri - Limia grossidens - Limia heterandria – limka barwna, limka karłowata - Limia immaculata - Limia melanogaster – limka czarnobrzucha - Limia melanonotata - Limia miragoanensis - Limia nicholsi | - Limia nigrofasciata – garbatka, limka garbatka, limka czarnopręga, molinezja pręgowana - Limia ornata – limka ozdobna - Limia perugiae - Limia rivasi - Limia sulphurophila - Limia tridens - Limia versicolor - Limia vittata – limka pręgowana, limka kubańska - Limia yaguajali |

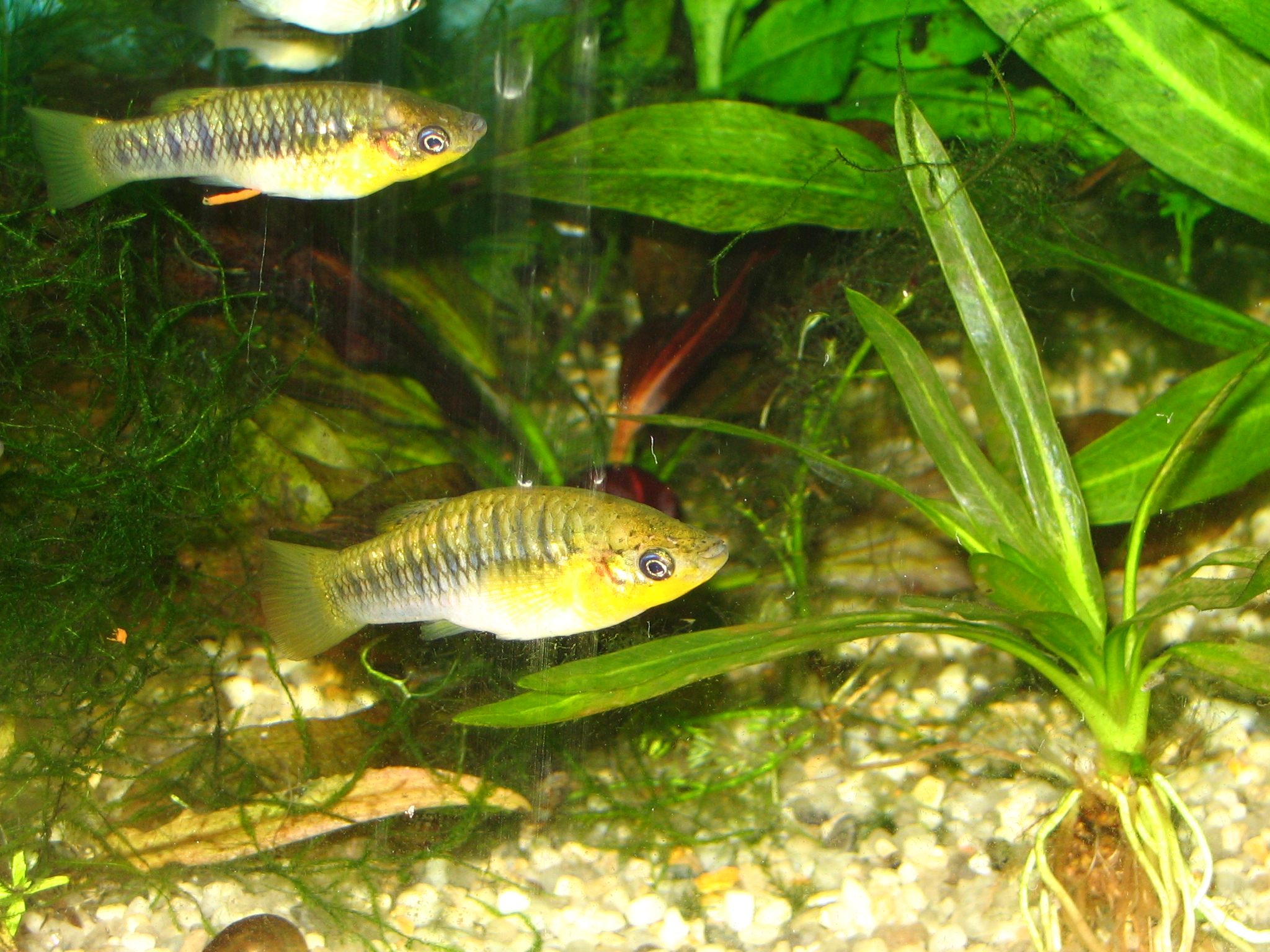
Limia nigrofasciata

Gatunkiem typowym rodzaju jest Limia cubensis, obecnie uznawana za synonim Limia vittata.